# Elinor Ostrom
Elinor Ostrom (Los Angeles, 7 agosto 1933 – Bloomington, 12 giugno 2012) è stata una politologa ed economista statunitense prima donna al mondo insignita del Premio Nobel per l'economia, insieme a Oliver Williamson, per l'analisi della governance e, in particolare, delle risorse comuni..
È stata docente di Scienze Politiche e co-direttrice del Workshop in Teoria politica e analisi politica all'Università dell'Indiana. Inoltre, ha fondato e diretto il Center for the Study of Institutional Diversity all'Università statale dell'Arizona. Dal 1996 al 1997 è stata Presidente dell'American Political Science Association.
Ostrom ha studiato per molti anni l'interazione tra persone ed ecosistemi e ha dimostrato che l'uso di risorse esauribili da parte di gruppi di persone (comunità, cooperative, trust, sindacati) può essere razionale e prevenire l'esaurimento della risorsa senza l'intervento dello Stato o delle proprietà private.

## Biografia
Esperta in cause collettive, trust e beni comuni, il suo approccio istituzionale alla politica pubblica è considerato originale, tanto da formare una branca separata della teoria della scelta pubblica. Ha pubblicato numerosi libri nel campo della teoria dell'organizzazione, della politica economica e della pubblica amministrazione.

## Premio Nobel per l'Economia

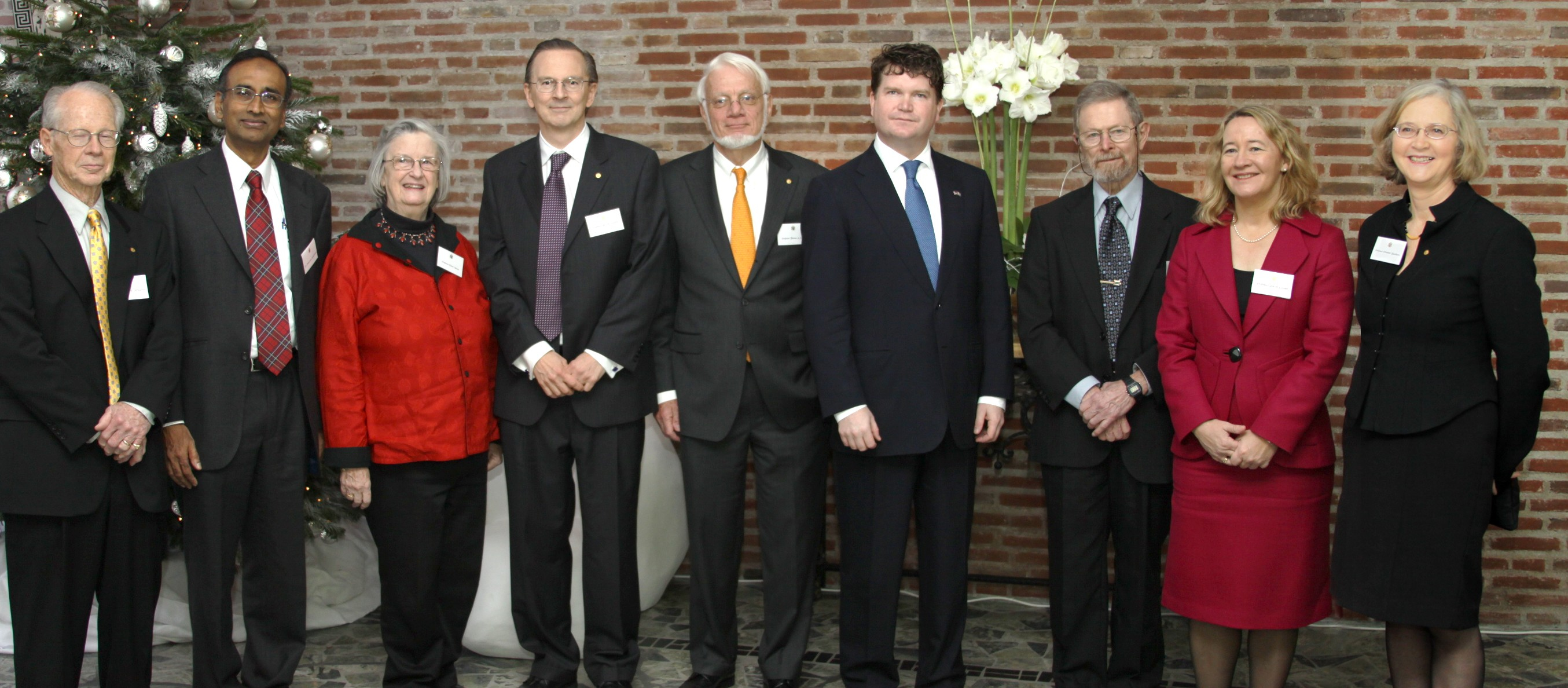
Elinor Ostrom con gli altri premiati con il Nobel nel 2009

Nel 2009, Ostrom è diventata la prima donna a ricevere il Premio Nobel per le scienze economiche. La Royal Swedish Academy of Sciences ha citato Ostrom "per la sua analisi della governance economica", affermando che il suo lavoro ha dimostrato come la proprietà comune possa essere gestita con successo dai gruppi che la utilizzano: "le risorse comuni - foreste, attività di pesca, giacimenti petroliferi o pascoli - possono essere gestite con successo dalle persone che le usano piuttosto che da governi o società private". In questo senso il lavoro di Ostrom ha sfidato la saggezza convenzionale, dimostrando che le risorse comuni possono essere gestite con successo senza regolamentazione o privatizzazione da parte del governo.
Ostrom e Oliver E. Williamson hanno condiviso il premio di 10 milioni di corone svedesi (€ 990.000; $ 1,44 milioni) per il loro lavoro separato nella governance economica. Come aveva fatto con i precedenti premi in denaro, Ostrom ha donato il suo al Workshop che ha contribuito a fondare. La selezione di Ostrom (insieme al co-beneficiario Williamson) è sembrata strana ad alcuni mentre altri l'hanno vista come una reazione appropriata alle inefficienze del libero mercato evidenziate dalla crisi finanziaria del 2008. 

### Morte
A Ostrom è stato diagnosticato un cancro al pancreas nell'ottobre 2011. Durante l'ultimo anno della sua vita, ha continuato a scrivere e tenere conferenze, tenendo la Hayek Lecture presso l'Institute of Economic Affairs appena undici settimane prima della sua morte. È morta il 12 giugno 2012, all'IU Health Bloomington Hospital all'età di 78 anni. Il giorno del suo decesso, ha pubblicato il suo ultimo articolo, "Green from the Grassroots",in Project Syndicate.  Il presidente dell'Università dell'Indiana, Michael McRobbie,  ha scritto: "La nostra Università ha perso un tesoro insostituibile e magnifico con la scomparsa di Elinor Ostrom".
Suo marito Vincent morì 17 giorni dopo per complicazioni legate al cancro. Aveva 92 anni.

## Ricerca
Ostrom è considerata una delle studiose più importanti nello studio dei beni comuni. In particolare, il lavoro della Ostrom sottolinea come gli esseri umani e gli ecosistemi interagiscano per provvedere a raccolti sostenibili nel lungo tempo. Le foreste, le riserve di pesce, i terreni petroliferi, i pascoli e i sistemi di irrigazione, fra gli altri, mostrano tutti delle caratteristiche di beni comuni, e il lavoro di Ostrom ha enfatizzato come gli umani abbiano creato diversi accordi istituzionali sopra le risorse naturali per migliaia di anni, che hanno permesso agli ecosistemi di non collassare. Allo stesso modo, Ostrom spiega anche come, nonostante i successi siano importanti, gli esseri umani siano responsabili anche di innumerevoli collassi. Nell'ultima parte della sua vita, il suo lavoro accademico sottolinea la complessità della natura dell'interazione fra umani ed ecosistemi, e mette in guardia contro ogni possibile "regola aurea" per risolvere problemi sistemici socio-ecologici.
La Ostrom ha identificato 8 principi per stabilire la corretta gestione di un bene comune:
- Confini chiaramente definiti (chiara definizione dei contenuti del bene comune ed effettiva esclusione di attori esterni che non hanno diritto a parteciparne);
- Regole che riguardano l’appropriazione e l'offerta delle risorse comuni che sono adattate al contesto locale;
- Modalità di scelta collettiva che permettono alla maggior parte dei membri di partecipare al processo decisionale;
- Monitoraggio effettivo da parte dei membri o da persone che ai membri devono rendere conto;
- Uno spettro di sanzioni progressive per chi viola le regole della comunità;
- Meccanismi di risoluzione dei conflitti che siano poco costosi e di facile accesso;
- Autodeterminazione della comunità riconosciuta dalle autorità di alto livello;
- In caso di grandi beni comuni, l’organizzazione è nella forma di livelli multipli di imprese annidate, con beni comuni più piccoli al livello base.

## Pubblicazioni
- Governing the Commons: The Evolution of Institutions for Collective Action, Cambridge University Press, 1990. Traduzione italiana: Governare i beni collettivi, Marsilio, Venezia, 2006.
- (con Larry Schroeder e Susan Wynne): Institutional Incentives and Sustainable Development: Infrastructure Policies in Perspective, Oxford: Westview Press, 1993.
- (curatrice, con Roy Gardner e James Walker): Rules, Games, and Common Pool Resources, Ann Arbor, University of Michigan Press, 1994
- (con Sue E.S. Crawford): A Grammar of Institutions. American Political Science Review 89, no.3 (September 1995): 582–600.
- A Behavioral Approach to the Rational Choice Theory of Collective Action: Presidential Address, American Political Science Association, 1997., The American Political Science Review 92(1): 1-22. 1998.
- (curatrice, con James Walker): Trust and Reciprocity: Interdisciplinary Lessons for Experimental Research {Volume VI in the Russell Sage Foundation Series on Trust, Russell Sage Foundation, 2003.
- Understanding Institutional Diversity, Princeton, Princeton University Press. 2005.
- (curatrice, con Charlotte Hess): Understanding Knowledge as a Commons: From Theory to Practice, The MIT Press, Cambridge, Massachusetts, 2006. Traduzione italiana: La conoscenza come bene comune. Dalla teoria alla pratica, Bruno Mondadori, 2009